# Казуароподібні
Казуароподібні (Casuariiformes) — ряд безкілевих птахів. Включає одну родину Casuariidae (Казуарові), хоча в альтернативній варіації класифікації також виділяють родину Dromaiidae (Емові).
У казуарів дзьоб стислий з боків. На голові роговий шолом, що захищає від колючок. На шиї голі ділянки яскраво забарвленої шкіри. Пір'я чорне, волосоподібне. Махове пір'я перетворилося на довгі голі шипи, що прикривають тіло. Ноги сильні, трипалі. Внутрішній палець з довгим гострим кігтем, яким казуари можуть наносити небезпечні рани.
Мешкають в густих тропічних лісах. Основна їжа — опалі з дерев плоди, ягоди і насіння. Гніздо — ямка на землі на лісовій галявині, у кладці звичайно 3—5 зелених яєць. Насиджує яйця і водить пташенят самець.

## Таксономія
Ряд Казуароподібні (Casuariiformes) (Sclater, 1880) Forbes 1884
- ?†Diogenornis Alvarenga, 1983
- Родина Казуарові (Casuariidae) Kaup, 1847
  -  ?†Hypselornis Lydekker, 1929
  - †Emuarius Boles, 1992
  - Казуар (Casuarius) Brisson, 1760
  - Ему (Dromaius) Vieillot, 1816

## Альтернативна таксономія
Ряд Казуароподібні (Casuariiformes) (Sclater, 1880) Forbes 1884
- ?†Diogenornis Alvarenga, 1983
- Родина Казуарові (Casuariidae) Kaup, 1847
  -  ?†Hypselornis Lydekker, 1929
  - Казуар (Casuarius)  Brisson, 1760

- Родина Емові (Dromaiidae) Huxley, 1868
  - †Emuarius Boles, 1992
  - Ему (Dromaius) Vieillot, 1816